# XXXTentacion
Jahseh Dwayne Ricardo Onfroy (23 tháng 1 năm 1998 – 18 tháng 6 năm 2018), được biết đến với nghệ danh XXXTentacion (/ˌɛksˌɛksˌɛksˌtɛntəsˈjɒn/), là một nam rapper, ca sĩ và nhạc sĩ người Mỹ.
Sinh ra và lớn lên ở Plantation, Florida, Onfroy trải qua phần lớn thời thơ ấu của mình ở Lauderhill. Anh bắt đầu viết nhạc sau khi được thả ra từ một trung tâm cải tạo thanh thiếu niên và phát hành bài hát đầu tiên của anh trên nền tảng phân phối âm thanh SoundCloud vào tháng 6 năm 2013 với tựa đề "News/Flock". Anh là một nhân vật nổi tiếng trong SoundCloud rap, thường chơi thể loại nhạc trap có yếu tố lo-fi và 808s.
Onfroy phát hành album đầu tay 17 vào ngày 25 tháng 8 năm 2017. Album thứ hai của Onfroy "?" được phát hành vào ngày 16 tháng 3 năm 2018. Album được ra mắt ở vị trí số một trên bảng xếp hạng Billboard 200, với đĩa đơn "Sad!" và "Changes" đạt vị trí cao nhất thứ 7 và 37 trên bảng xếp hạng Billboard Hot 100 tương ứng.
Onfroy bị bắn chết vào ngày 18 tháng 6 năm 2018 tại Deerfield Beach, Florida.

## Tiểu sử
Jahseh Dwayne Ricardo Onfroy sinh ngày 23 tháng 1 năm 1998 tại Plantation, Florida, trong gia đình có cha mẹ người Jamaica, Dwayne Ricardo Onfroy và Cleopatra Bernard. Anh ấy có ba anh chị em với người là anh em cùng cha khác mẹ.
Do vấn đề cá nhân của mẹ anh, Onfroy chủ yếu được bà ngoại Collette Jones nuôi dưỡng ở Pompano Beach, Florida, và Lauderhill, Florida. Anh là người gốc Syria, Ai Cập, Ấn Độ, Đức, Jamaica và Ý  Khi Onfroy sáu tuổi, cậu đã cố gắng đâm một người đàn ông cố tấn công mẹ mình  và cuối cùng đã được đưa vào một chương trình thanh thiếu niên trước khi bị buộc phải sống với bà ngoại của mình.
Sở thích âm nhạc của Onfroy ban đầu được bắt đầu sau khi dì của anh thuyết phục anh bắt đầu tham dự dàn hợp xướng trường học và ca đoàn nhà thờ sau này. Anh nhanh chóng bị đuổi khỏi dàn đồng ca của trường sau khi tấn công một học sinh khác. Onfroy theo học trường trung học Margate  và anh bị trục xuất khỏi trường trung học sau một loạt các cuộc gây gổ đánh nhau. Sau đó anh được gia nhập Sheridan House Family Ministry nhờ mẹ của mình trong hơn sáu tháng. Onfroy bắt đầu nghe các thể loại nu-metal, hard rock và rap trong suốt thời gian ở Sheridan House Family Ministry, dẫn đến việc anh ta cố gắng học piano và guitar.
Onfroy đã theo học Trường trung học Piper cho đến khi cậu bỏ học ở lớp mười. Anh tự gọi mình là một "kẻ không thích nghi" trong thời gian đó, nói rằng anh ta trầm lặng như thế nào dù đã nổi tiếng và thường xuyên tham gia vào các cuộc đối đầu về thể chất. Onfroy đã nói anh không an toàn và chán nản trong suốt thời gian học trung học.

## Danh sách đĩa nhạc
- 17 (2017)
- ? (2018)
- SKINS (2018)
- Bad Vibes Forever (2019)